# ژاخسیتوز
ژاخسیتوز (قزاقی: Жақсытұз) یک دریاچه در استان قزاقستان شمالی کشور قزاقستان است.